# Jan Arnošt Smoler
Jan Arnošt Smoler (wym. [ˈjan ˈaʀnɔʃt ˈsmɔlɛʀ]; ur. 3 marca 1816 we wsi Merzdorf, zm. 13 czerwca 1884 w Budziszynie) – górnołużycki pisarz i wydawca. Przywódca serbołużyckiego odrodzenia narodowego w XIX w.

## Życiorys
Jego ojciec Jan Karol Smoler pracował tam jako nauczyciel. W 1821 został przeniesiony do wsi Lohsa i pełnił tu dodatkowo funkcję kantora w miejscowej parafii ewangelickiej. W 1830 roku Smoler rozpoczął studia w gimnazjum w Budziszynie. Tu organizował kółko samokształceniowe dla kolegów Łużyczan, którego celem było poznawanie języka i kultury serbskołużyckiej. W 1835 roku poznał Handrija Zejlera, który przyjechał do Lohsy jako pastor. W 1836 roku Smoler rozpoczął studia teologiczne we Wrocławiu. Zbierał studiujących Łużyczan i organizował Łużycko-niemieckie Towarzystwo Badania Dziejów i Języków Łużyckich. Początkowo pełnił w nim funkcję sekretarza, a od 1839 roku prezesa. W 1839 roku zaproponował zmiany w sposobie zapisywania tekstów serbskołużyckich. Swoją propozycję opublikował w 1842 roku w Krótkim wykładzie ogólnych zasad pisowni (Krotke wulozenje powsitkowlleho prawjepisanja).
W latach 1841–1843 wydał obszerny zbiór pieśni ludowych i podań łużyckich pod tytułem Pjesnički hornych a delnych Łužiskich Serbow, mający podstawowe znaczenie dla etnografii łużyckiej.
W 1842 roku rozpoczął studia slawistyczne na Uniwersytecie Wrocławskim. W 1845 roku nie kończąc ich wyjechał do Budziszyna. Ósmego kwietnia 1845 roku zorganizował spotkanie działaczy łużyckich na którym została podjęta decyzja o utworzeniu Macierzy Serbskołużyckiej – Maćica Serbska. Smoler utworzył i został redaktorem pisma organizacji, które otrzymało nazwę Časopis Towarstwa Maćicy Serbskeje. Na zakończenie zebrania, w którym wzięli udział m.in. H. Zejler, Korla Awgust Mosak-Kłosopólski, Křesćan Bohuwěr Pful, po występie chóru, który zakończył zebranie śpiewając niemieckie i słowiańskie pieśni, podjęto decyzję o organizowaniu corocznych koncertów, którym nadano nazwę Święta pieśni (spewanske swjedźenje). W 1847, wobec niemożności otrzymania stanowiska pastora na Łużycach, wyjechał do Lipska gdzie objął redagowanie pisma  „Jahrbücher für slavische Literatur, Kunst und Wissenschaft”, którego twórca slawista J. P. Jordan wyjechał do Pragi.  Mieszkając w Lipsku dorabiał jako korektor w wydawnictwie Brockhaus. W 1848 powrócił na stałe do Budziszyna zamieszkując na jego przedmieściu Seidau (obecnie w granicach Budziszyna). Przejął od Handrija Zejlerja wydawanie gazety "Tydźenska Nowina", którą wydawał do śmierci, od 1854 jako "Serbske Nowiny" (zmiana tytułu podkreślała ogólnonarodowy charakter pisma).
W okresie Wiosny Ludów (1848–1849) był zwolennikiem zachowania lojalności wobec króla i rządu Saksonii, licząc na ustępstwa z jego strony. Kiedy w 1849 do Budziszyna przyjechał Michaił Bakunin w celu namówienia Smolera do poparcia rewolucji w Saksonii, Smoler nie zgodził się na to i także pod jego wpływem ruch łużycki pozostał lojalny wobec monarchii saskiej. Po upadku rewolucji rząd saski zgodził się na pewne koncesje na rzecz Serbów łużyckich w zakresie polityki kulturalnej (zgoda na nauczanie górnołużyckiego w gimnazjum w Budziszynie, zgoda na bezpłatnych tłumaczy w sądach z górnołużyckiego na niemiecki). W 1850 roku został nauczycielem górnołużyckiego w gimnazjum w Budziszynie i rok później wydał dla uczniów Małą gramatykę języka serbołużyckiego (Mała recnica serbska).
W 1872 roku Smoler został przewodniczącym  Maćicy Serbskiej i zaczął zbierać fundusze na budowę domu dla organizacji. Podróżował po Europie zbierając pieniądze na ten cel. W 1875 roku wyjechał do Poznania, gdzie zwiedza Bazar, który stał się wzorem dla budowy domu dla Maćicy.